# Entreposage confiné de résidus issus de la conversion

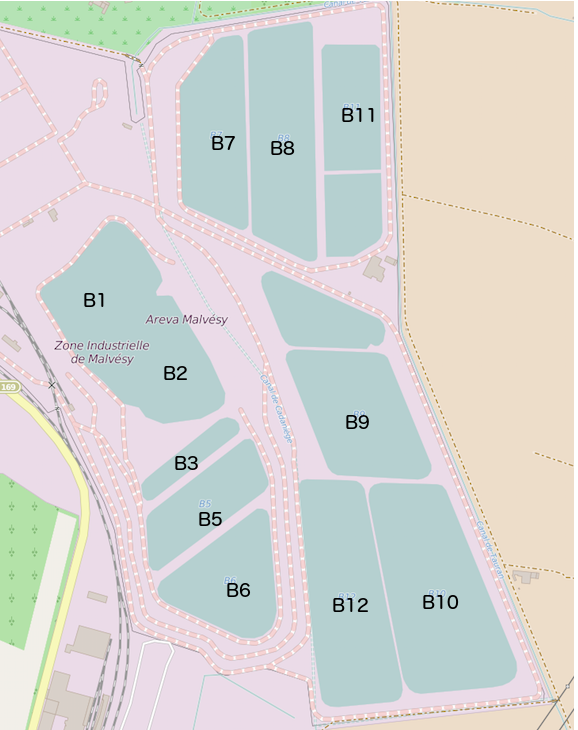
Les bassins B1 et B2 constituent ECRIN

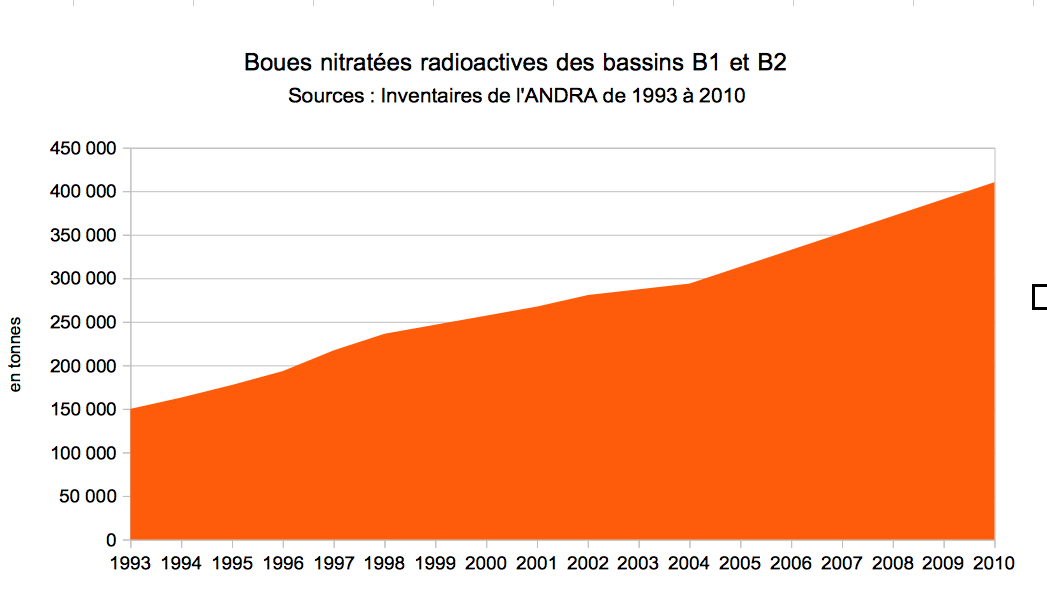
Volume de déchets radioactifs depuis 1993

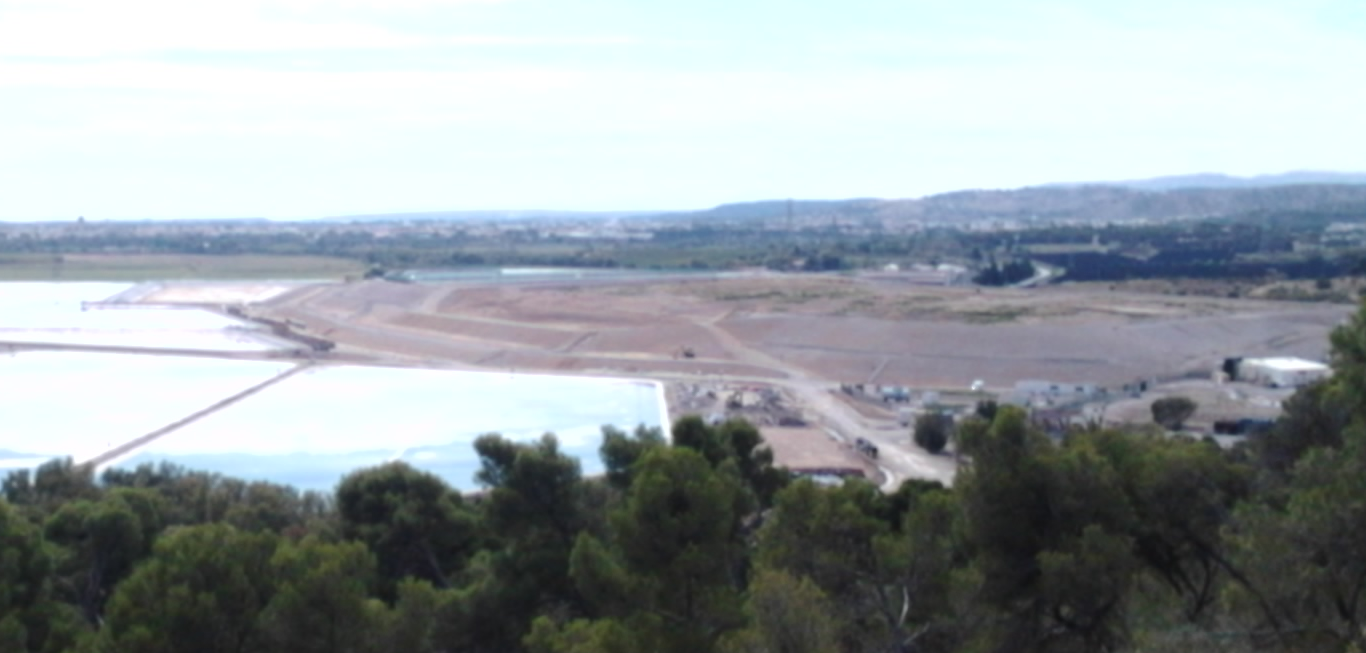
Monticule de déchets des anciens bassins B1 et B2

L'Entreposage confiné de résidus issus de la conversion (ECRIN) est l'installation nucléaire de base (INB) française n°175, située à l'intérieur du site de l'usine Areva Malvési à Narbonne dans l'Aude.
Cette INB est constituée de déchets dits de faible activité et à vie longue (FAVL), résidus de traitement de conversion de l'uranium (RTCU) stockés dans les deux plus anciens bassins de décantation B1 et B2, qui ne sont plus utilisés depuis un accident de rupture de la digue de B2 en 2004.
Selon l'inventaire de l'ANDRA à fin 2016, les bassins B1 et B2 contiennent 238 585 m3 de boues nitratées radioactives "historiques" produites depuis l'ouverture de l'usine en 1959, qui contiennent des radioéléments "naturels" (Uranium et Thorium-230) ainsi que les radioéléments artificiels suivants : Technétium-99 (3,1 Bq/g); Plutonium 238 à 242 (22 Bq/g) Américium-241 (1,8 Bq/g) et Neptunium-237 (1 Bq/g).

## Historique
La rupture, en 2004, d’une digue des bassins B1 et B2 a provoqué le déversement, dans la plaine voisine, de 30 000 m3 de boues et liquides. Les travaux effectués par le laboratoire de la CRIIRAD en 2004 ont révélé que ces boues contiennent des radioéléments artificiels (plutonium et divers descendants de l’uranium) issus des activités de retraitement passées du site.
Le 23 décembre 2010, l'exploitant Areva dépose une demande de création d'installation nucléaire de base. 
Le 2 janvier 2013, le réseau Sortir du nucléaire dépose une plainte pour absence d’autorisation d’une installation nucléaire, mais la plainte est classée sans suite en septembre 2014 car les faits sont prescrits.
Le 20 juillet 2015, le Premier ministre Manuel Valls et le ministre de l'écologie Ségolène Royal signent le décret faisant d'ECRIN une INB. 
Le 8 novembre 2018, l’ASN autorise la mise en service de l’installation nucléaire de base Écrin.